# Дворец Ширбудун
Дворец Ширбудун является одним из основных дворцов Бухарского эмирата. Строительство дворца началось примерно в 1870 году, во время правления эмира Музаффара (1860–1885) . В 1870-е годы в Ширбудуне при участии архитектора Абдурасула и мастера ганчкора Рахима Хаятова были построены дворец, зал, хауз и мечеть. Внешний вид дворца воплощает в себе признаки иранской и европейской архитектуры. Дворец в основном выполнял такие задачи, как прием послов, проведение ярмарок и другие мероприятия. Множество дворцовых помещений и роскошный зал были построены во дворце во время правления бухарского эмира Абдулахад-хана.

## История

Затерянный дворец Ширбудун в Бухаре. Резиденция последних бухарских эмиров.

Дворец Ширбудун был построен во время правления эмира Музаффара (1860–1885) и Сеид Абдулахад-хана (1885–1910) в Бухарском эмирате. В 1870-е годы в Ширбудуне при участии мастера Рахима Хаятова, дурезгара (плотника) Абдурасула и других были построены такие здания, как дворец, мечеть, зрительный зал.  Внешний вид дворца воплощает в себе признаки иранской и европейской архитектуры. По сведениям Оле Олуфсена, Ширбудин был окружен высокой стеной на Новобухарской дороге, примерно в 3 верстах или 4 км от Бухарского Регистана.
Эмир Музаффар использовал дворец для приема иностранных посольств и влиятельных гостей, а также для проведения общественных празднеств, свадеб и различных мероприятий. Во дворце было построено 500 палаток и организована ярмарка. По информации газеты «Тарджимон», 9-15 марта 1897 года в дворцовом саду был устроен праздник и проведены различные зрелища и игры.. Мебель, люстры и другое оборудование во дворец Ширбудун привезли из Европы. Строительные работы во дворце продолжались во время правления эмира Абдулахад-хана, преемника Музаффара. Абдулахад построил во дворце множество дворцовых комнат и роскошный зал.
В 1920-1924 годах дворец находился в распоряжении комиссариата земледелия Бухарской Народной Советской Республики. В этот период дворец Ширбудун был полностью разрушен. Вокруг него был разбит парк, а в 1960-х годах на территории парка было построено здание водного управления Бухарской области. После обретения Узбекистаном независимости это здание было отдано сходу граждан махалли. Комплекс Ширбудун, финансированный эмирами Бухары, приобрел значительное социальное, экономическое, политическое и культурное значение в свое время.

## Топоним
Ширбудун - от Ширбадан, произносится как Шербудин, эти слова отличаются друг от друга. Например, слово Ширбадан на персидско-таджикском языке означает Шир – молоко, бадан – тело, а слово Ширбудун означает народ Шира. Один из древних тюркских народов был назван в честь Шира, Сэра, Чира. Сэр будун означает «таинственные люди», «загадочные люди», найденные в памятнике Культегина (732 г.). Так, слово будун, сохранившееся в названии села Ширбудун, расположенного к востоку от Бухары, указывает на то, что этот топоним относится к периоду употребления этого слова (т.е. X-XI вв.), и что здесь существовал шир (сир, чир) принадлежавшие к тюркским народам, проживавшим в то время в одном месте Бухары. Потому что во многих случаях людей, живших в этом селе, называли по имени рода. В наши дни слово Ширбудун в основном произносится как Шербудин из-за наличия торгового комплекса Шербудин. В 2007 году сходу граждан махалли этого района было присвоено имя Ширбудун.

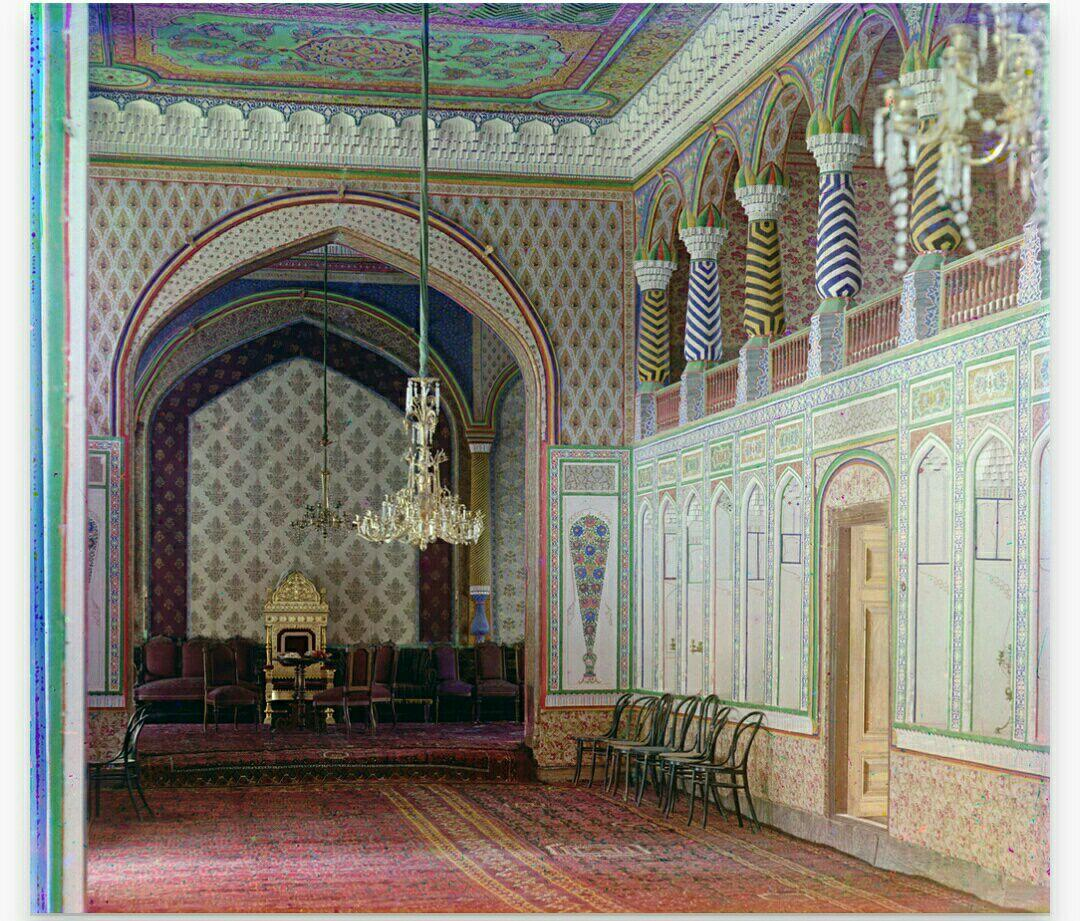
Затерянный дворец Ширбудун в Бухаре. Резиденция последних бухарских эмиров.

## Архитектура
Стены дворца высотой 10 метров представляют собой круглую глиняную стену. Как и другие дворцы, он имеет плоские крыши и окружен всевозможными фруктовыми деревьями, цветами, кустами роз и прекрасными садами. Некоторые из дворцовых построек построены из кирпича, а некоторые из дерева, а стены покрыты золотистой штукатуркой. Дворец Ширбудун состоял из нескольких небольших комнат, оформленных в арабо-персидском стиле. Некоторые комнаты украшены фресками. Росписи медальонов в комнатах сочетают в себе Восток и Запад. Также во дворце есть комната с зеркалом, высота зеркала 4 арша (1 арш равен 0,711 метра), а стены комнаты окружены безрамным стеклом. Комната покрыта французским ковром, а с потолка свисает французская бронзовая люстра. Центральный купол помещения украшен орнаментом в арабском стиле. В центре дворцового двора находится хауз и фонтан из белого мрамора.  Во дворце находится зал приемов эмира, богато украшенный и обставленный, с балконами и деревянными колоннами. На минбаре расположен трон эмира, трон был подарком российского императора. Полы покрыты роскошными коврами. За приемным залом идут колонны и мраморная лестница, ведущая во двор. Дворец имеет различные украшения, деревянные колонны, веранды и красивые балконы. Здесь также есть главный женский гарем, сводчатые комнаты, бани, фонтаны и роскошные субтропические сады вокруг внутреннего двора.

## Галерея

Галерея
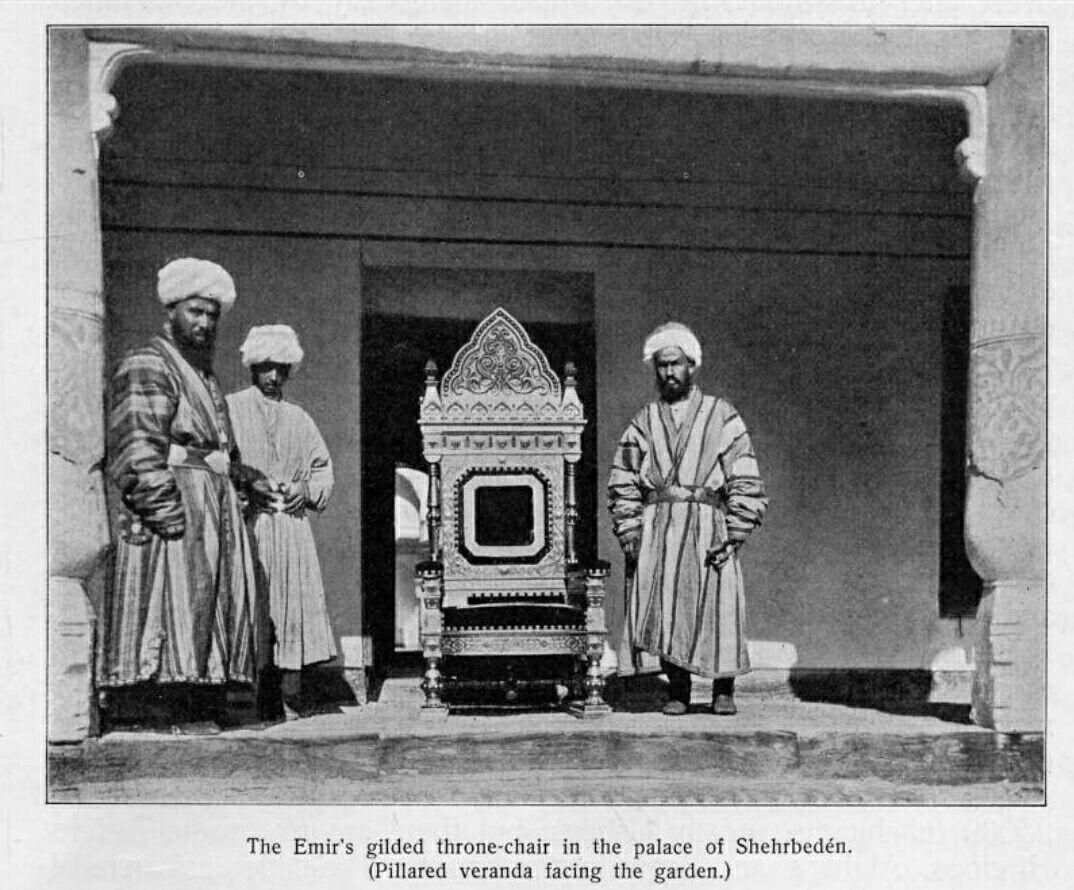
Затерянный дворец Ширбудун в Бухаре. Резиденция последних бухарских эмиров.
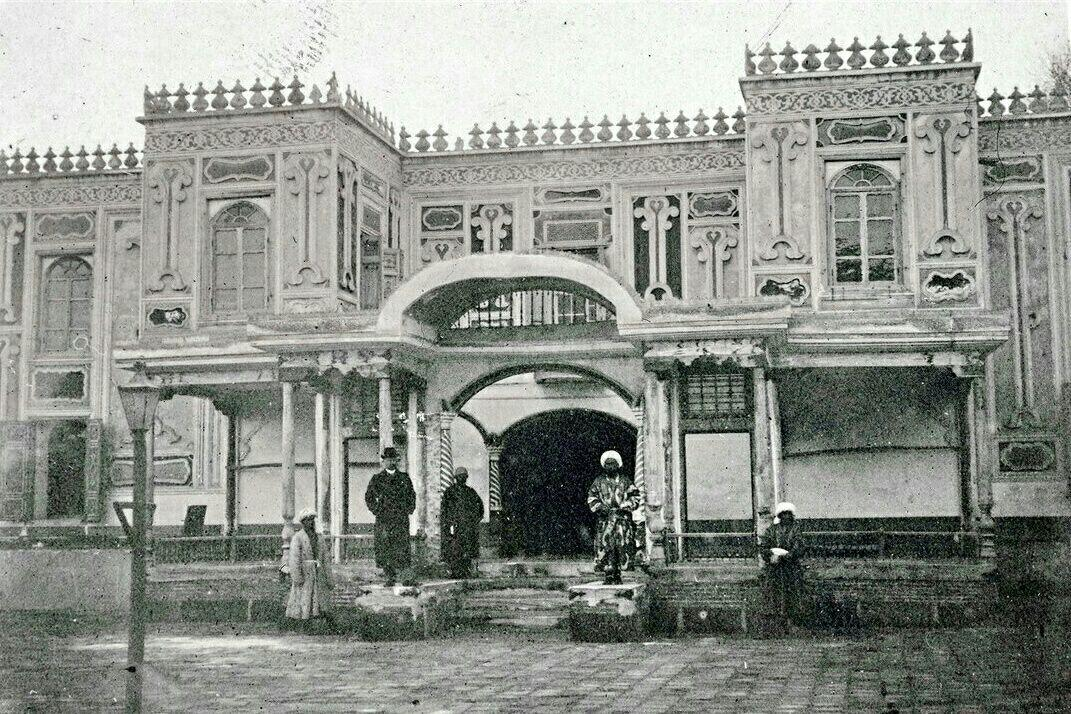
Дворец Ширбудун
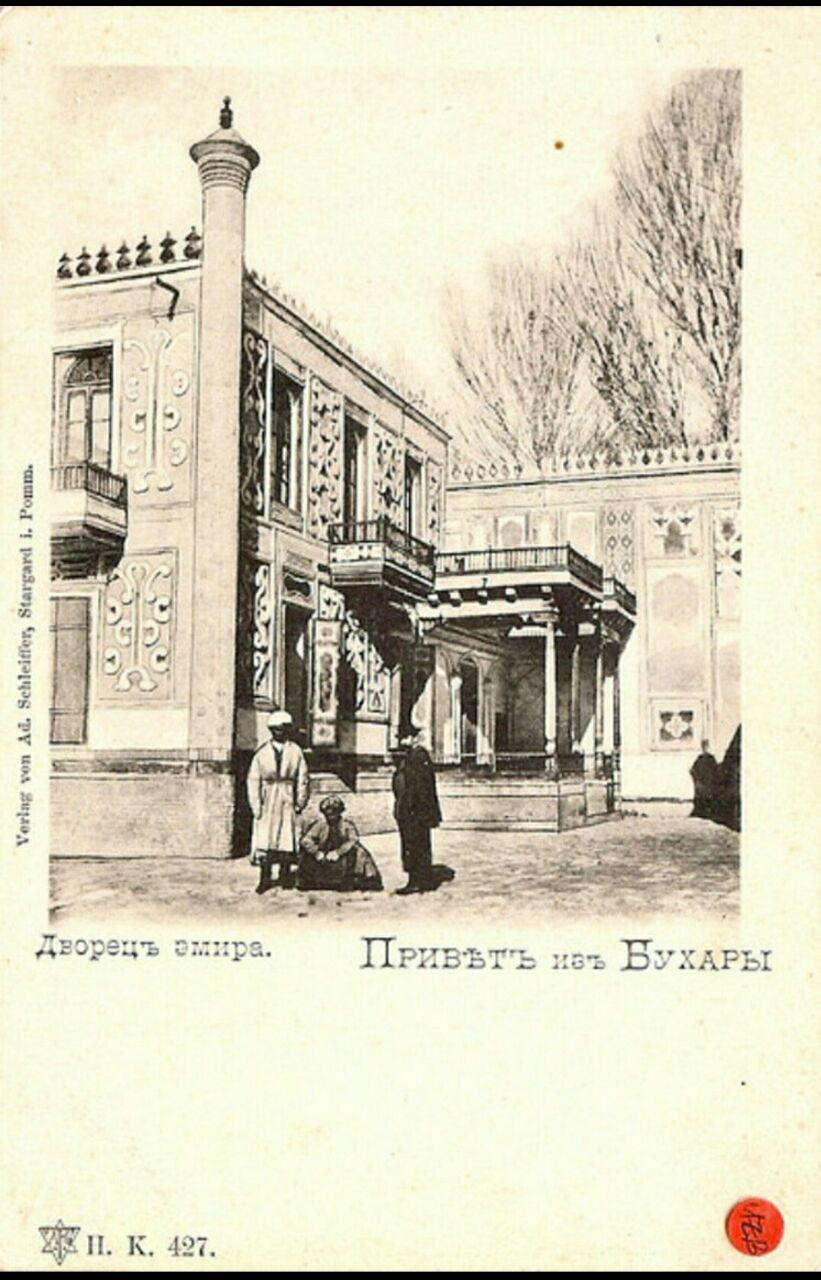
Дворец Ширбудун
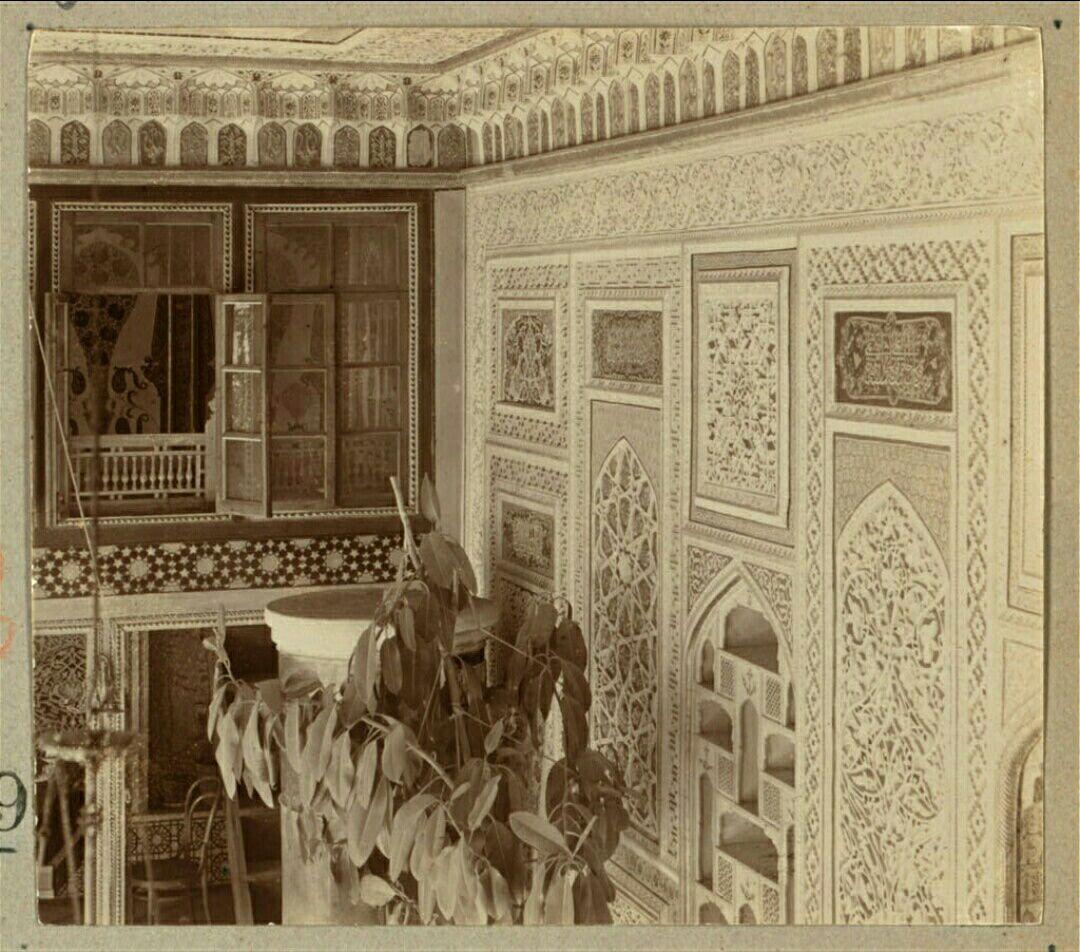
Дворец Ширбудун
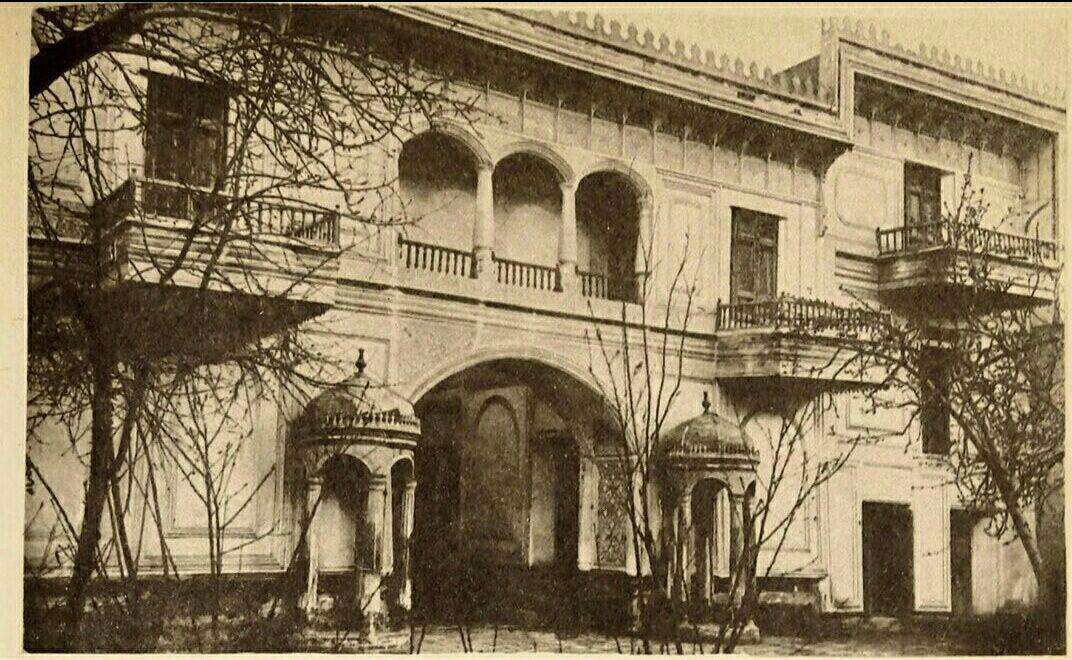
Дворец Ширбудун
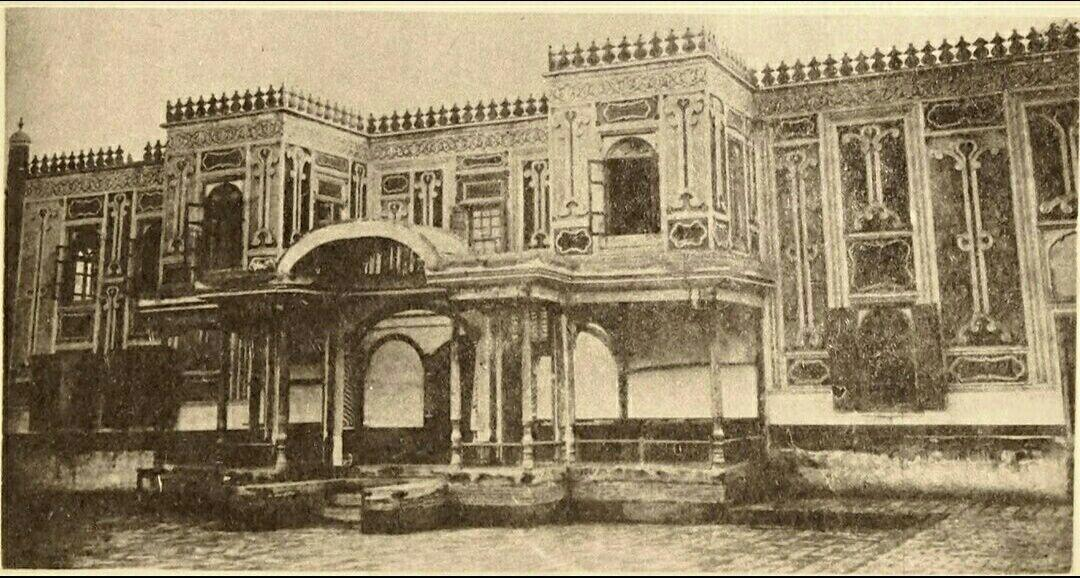
Дворец Ширбудун
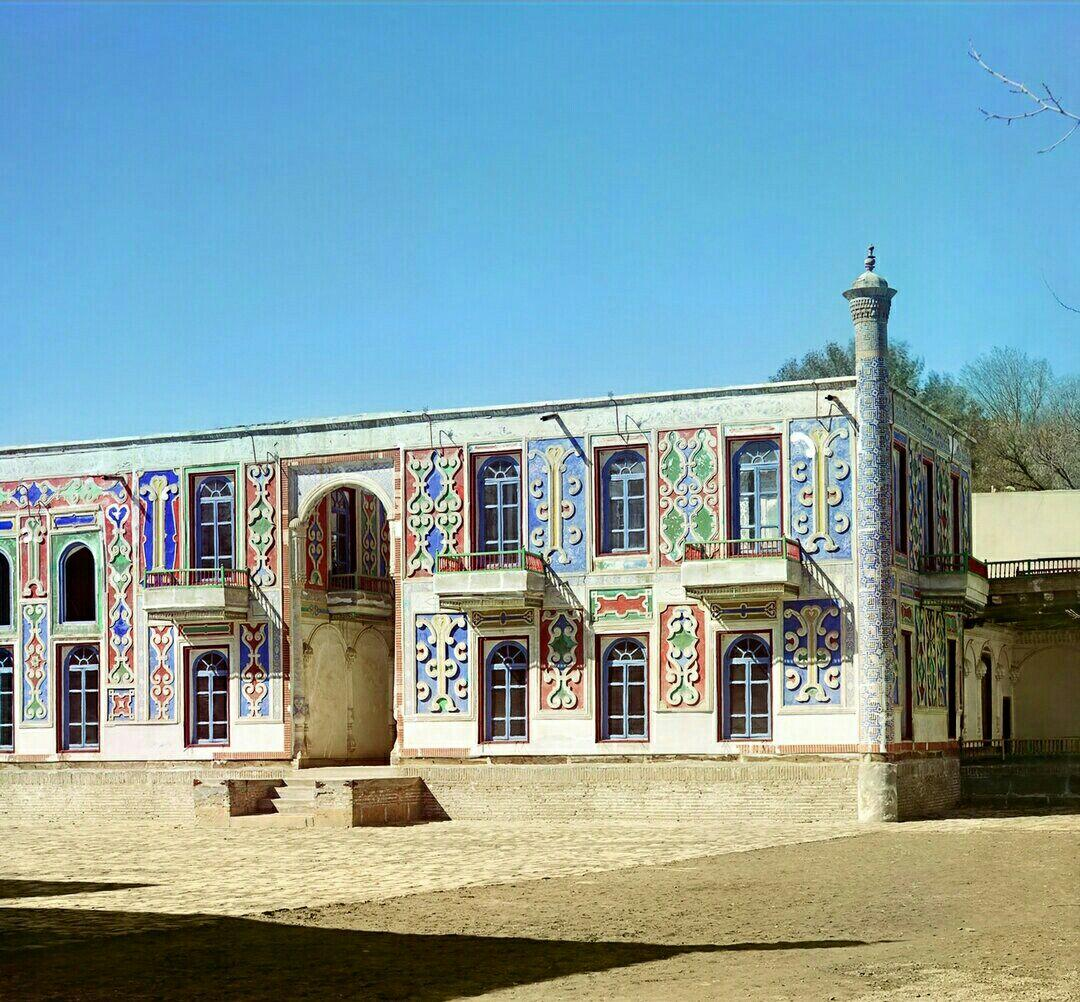
Дворец Ширбудун
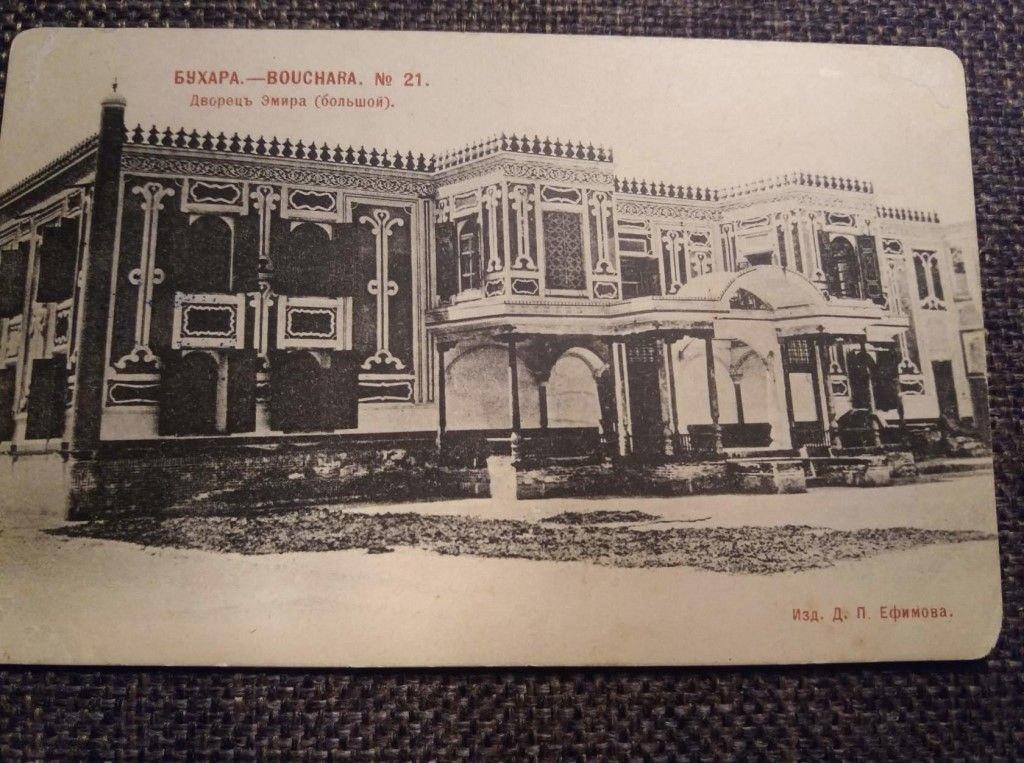
Дворец Ширбудун
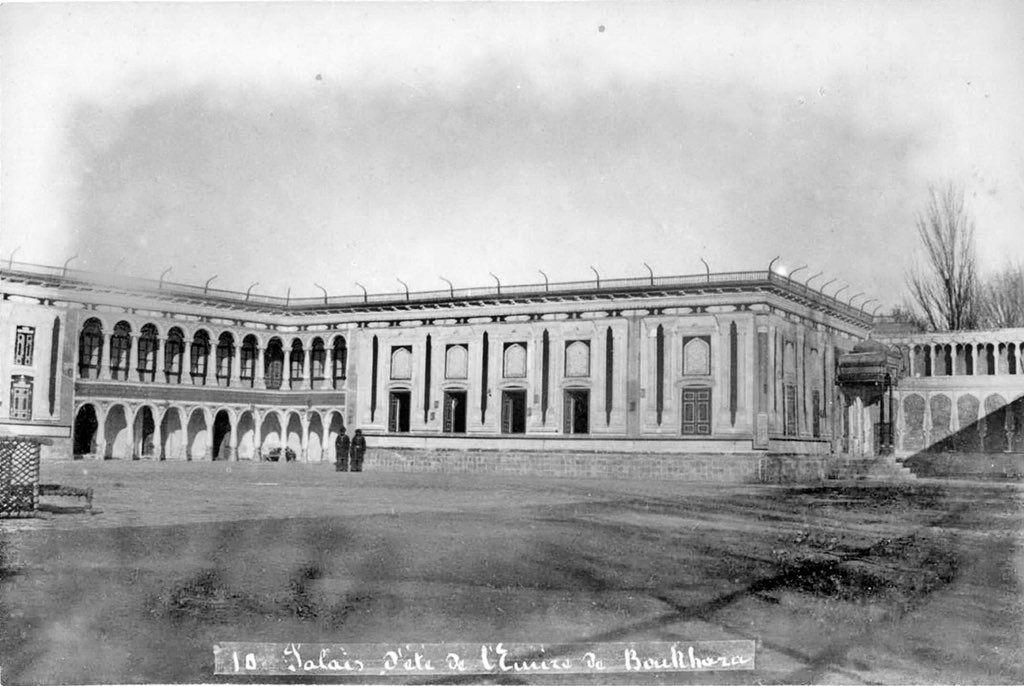
Дворец Ширбудун
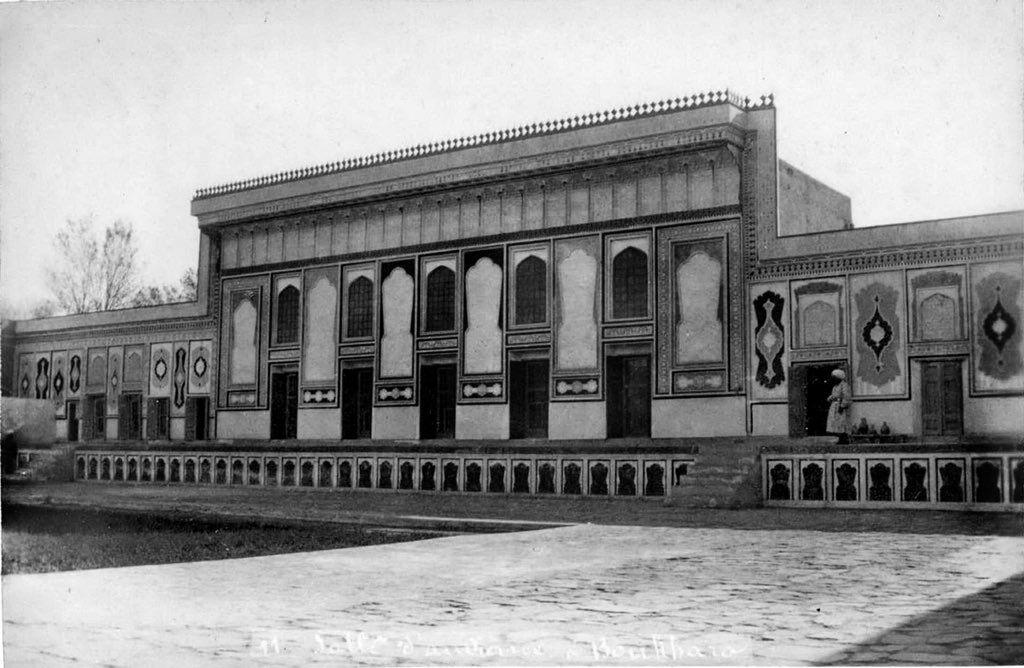
Дворец Ширбудун
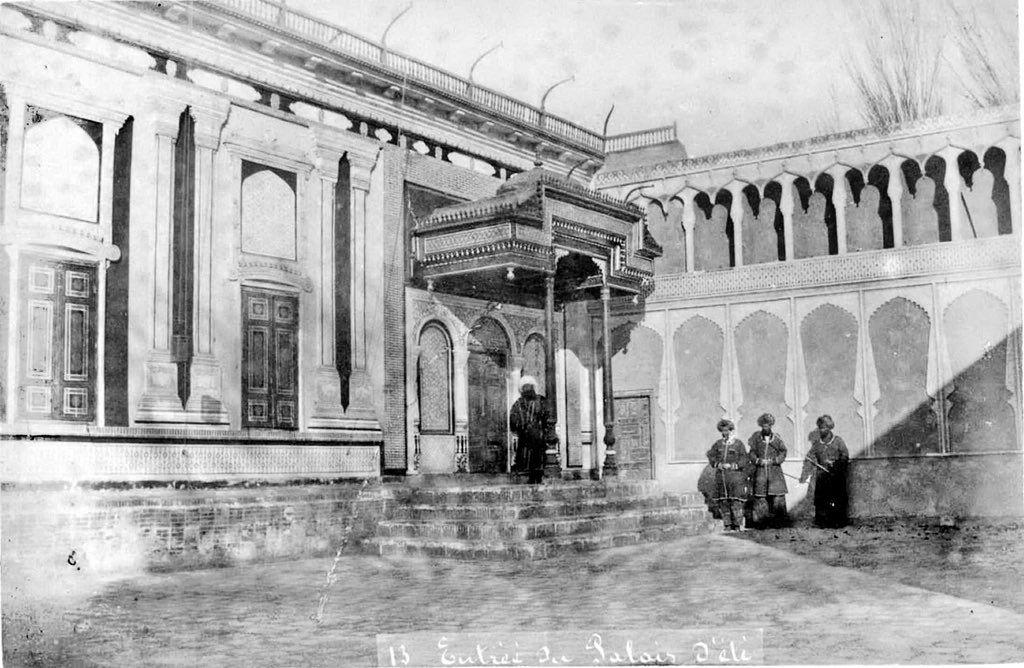
Дворец Ширбудун
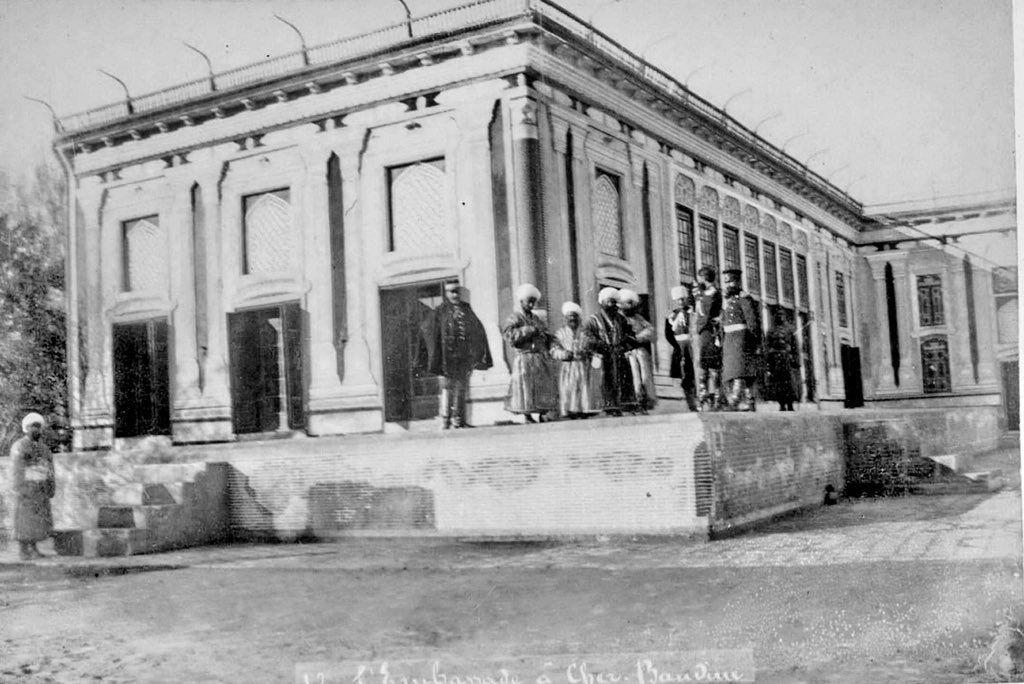
Дворец Ширбудун
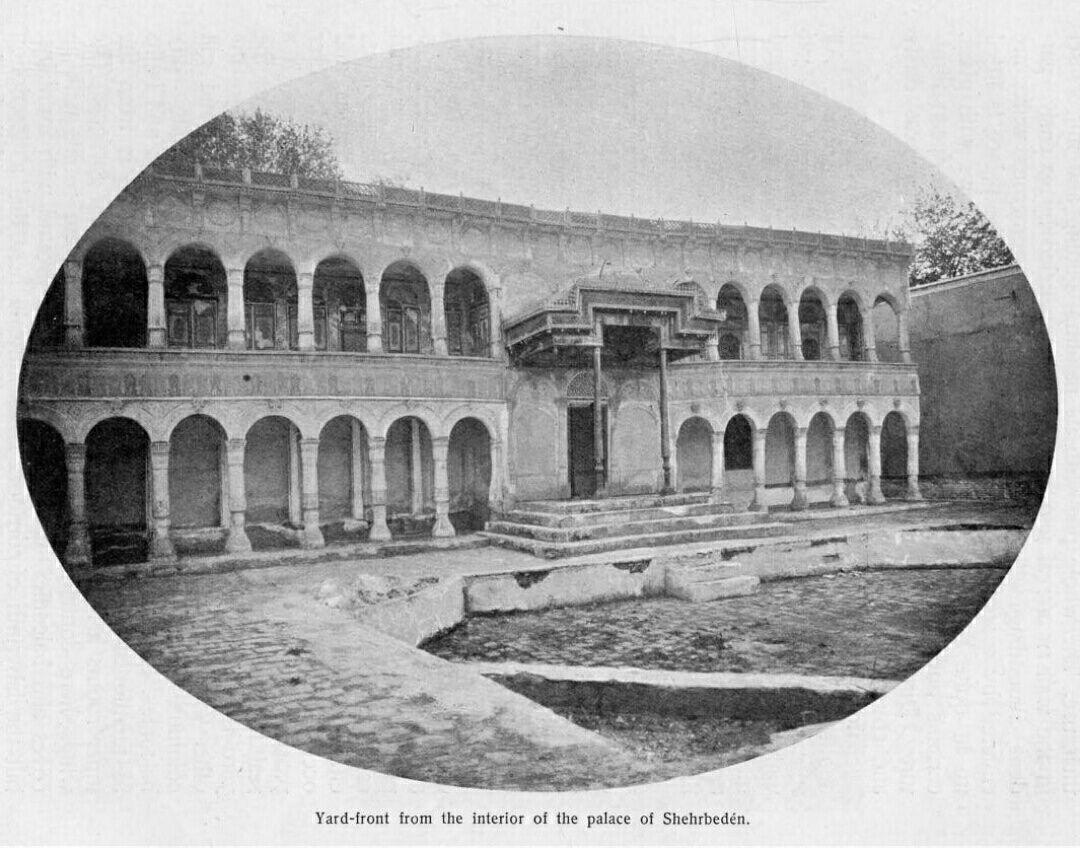
Дворец Ширбудун

## Научная литература
- Ремпель Л.И. Далеко и близко. Ташкент: Издательство литературы и искусства имени Гафура Гулама, 1981 – 304 стр.
- Сайфуллаева Р, Менглиев. Современный узбекский литературный язык. Ташкент: Наука и технологии, 2010 – 200 с.
- Абдирашидов З. Аннотированная библиография туркестанских материалов в газете «Таржуман», Токио, 2011 г. – стр. 232.

### Исторические источники
- Мирза Салимбек. Тарих-и Салими (Источник по истории Бухарского эмирата). Перевод с персидского Н. К. Норкулова. Ташкент: Академия, 2009 – 330 с.
- Мухаммед Али Балджувани. История бесполезна. Авторы перевода с таджикского языка, предисловия и комментариев Ш. Вахидов, З. Чориев. Ташкент: Академия, 2001 – 122 с.

### Воспоминания
- Шубинский П.П. Очерки о Бухаре. Исторический вестник. Том XLIX. СПб.: СПб., 1892 - стр. 118.
- Дмитрiева-Кавказскoго Л.Э. По Средней Азии Записки Художника. C-Петербургь: Издании А.Ф. Девриена, 1894 — 116 страница.
- Оле Олуфсен, эмир Бухары и его страны; Путешествия и учёба в Бухаре (С главой о моём путешествии по Амударье в Хиву). Gyldendalske Boghanel, Nordisk Forlag Copenhagen London: Уильям Хайнеманн, 1911 - стр. 599.
- Айни С. Восемь томов сочинений Том VII «Воспоминания» Часть IV. Перевод с таджикского Абдуллы Хакимова. Ташкент: Литературное издательство, 1966 - 240 с.

### Научные статьи
- Мирза Абдулазим Сами. История мангитских султанов или Отречение от Бухарского ханства. Перевод с персидско-таджикского Ильхома Султанова; Журнал Shark Star. Ташкент.
- Багаев У. Ширбудунский дворец бухарского эмира. «Журнал уроков имама Бухари». Ташкент.